# Marcelinho Paulista
Marcelinho Paulista, właśc. Marcelo José de Souza (ur. 13 września 1973 w Cotii) – piłkarz brazylijski, występujący podczas kariery na pozycji defensywnego pomocnika.

## Kariera klubowa
Karierę piłkarską Marcelinho Paulista zaczął w klubie Corinthians Paulista w 1991 roku. W lidze brazylijskiej zadebiutował 26 stycznia 1992 w przegranym 1–4 meczu z CR Vasco da Gama. Z Corinthians zdobył mistrzostwo stanu São Paulo – Campeonato Paulista oraz Copa do Brasil 1995 roku. W finale Copa do Brasil Corinthians pokonało Grêmio Porto Alegre 2–1, a Marcelinho zdobył jedną z bramek.
W 1997 roku występował w Botafogo FR. Z Botafogo zdobył mistrzostwo stanu Rio de Janeiro – Campeonato Carioca. W 1998 powrócił do Corinthians, gdzie spędził pierwszą połowę roku. W drugiej połowie grał w pierwszoligowym Guarani FC. Na początku 1999 roku miał kilkumiesięczny epizod w trzecioligowym wówczas Fluminense FC. W latach 1999–2000 występował ponownie w Botafogo. W 2001 roku wyjechał do Europy do greckiego Panioniosu GSS. Na początku 2003 roku powrócił do Brazylii do EC Juventude. W Juventude rozegrał 17 listopada 2002 w przegranym 0–4 meczu z Athletico Paranaense, swój ostatni mecz w lidze brazylijskiej. Ogółem w lidze brazylijskiej wystąpił w 165 spotkaniach i strzelił 4 bramki. Po pół roku powrócił do Europy do drugoligowej hiszpańskiej Almerii.
Po powrocie do Brazylii występował w Cabofriense i Estácio de Sá, w którym zakończył karierę w 2005 roku.

## Kariera reprezentacyjna
W reprezentacji Brazylii Marcelinho Paulista zadebiutował 27 marca 1996 w wygrananym 8–2 towarzyskim meczu z reprezentacją Ghany. Drugi i ostatni raz w reprezentacji wystąpił 22 maja 1996 w zremisowanym 1–1 towarzyskim meczu z reprezentacją Chorwacji.
W 1996 roku Marcelinho Paulista uczestniczył w Igrzyska Olimpijskich w Atlancie, na których Brazylia zdobyła brązowy medal. Na turnieju André Luiz był rezerwowym zawodnikiem i wystąpił tylko w meczu o brązowy medal z Portugalią.
W 1993 roku Marcelinho zdobył Mistrzostwo świata U-20.

## Kariera trenerska
Po zakończeniu kariery piłkarskiej Marcelinho Paulista został trenerem. Szkolił juniorów CR Flamengo. Od 2010 jest trenerem występującego w drugiej lidze stanowej Rio de Janeiro Sendas São João de Meriti.